# Minus zwei
minus zwei ist ein deutscher Film, der im Jahr 2002 von der 2nd hand entertainment GbR produziert wurde. 2005 wurde er Direct-to-Video bei Screen Power Home Entertainment OHG als DVD veröffentlicht.

## Handlung
Auf der Geburtstagsfeier von Tim wird mit vielen Gästen und viel Alkohol gefeiert. Tims bester Kumpel Freddo, ein Cannabisverehrer und Partylöwe, bleibt beispielsweise mit dem verhassten Dieter im Aufzug stecken. Die etwas dröge Kiana versucht eine Liebelei mit einem ehemaligen Liebhaber anzufangen während Michael sich übermäßig mit Alkohol und anderen Drogen vergnügt. Alle Ereignisse spielen zwar auf derselben Party, doch jeder der vier Gäste erzählt eine andere, subjektive Geschichte.

## Rezeption
Digital VD schreibt: „... die gar nicht mal so üble Grundidee von ‚Minus Zwei‘ bricht dem Film das Genick, weil die Geschehnisse auf der Party ebenso uninteressant sind wie die eindimensionalen Charaktere, die lediglich stumpfe Stereotypen wiederkäuen. Mehr passiert im Laufe der knapp 70minütigen ‚Handlung’ nicht. Es existiert weder eine Story noch ein wie auch immer gearteter roter Faden, der sich durch die dröge Partylandschaft schlängelt ...“